# 上海城市航站楼
上海城市航站楼是一座航站楼，位于上海市静安区南京西路1600号。

## 历史
城市航站楼的设计初衷是为了让在浦东机场搭乘飞机的乘客在市区即可办理换取登机牌、托运行李等登机手续，让乘客减轻负担，轻装赶赴浦东机场。但是自2002年开始运营以来，各大航空公司都不太感兴趣，不支持这种做法，目前（截止2009年初）仅有上海航空一家航空公司入驻，而且仅限中国大陆国内航班可以在城市航站楼内办理手续。自2012年1月1日起，上海航空公司终止了在城市航站楼的办理手续和行李托运业务。2012年4月15日，连接城市航站楼与虹桥机场之间的机场专线取消，之后一直闲置至今。2020年5月，上海机场集团与静安区签订战略合作协议，城市航站楼全面改造工作启动，预计2024年内启用。改造后的城市航站楼将由约1万平方米商业百货及1.4万平方米办公空间组成，同时将地铁静安寺站3号口移入城市航站楼内，将南京西路人行通道打通。2020年10月11日，连接城市航站楼与浦东机场之间的机场二线也搬迁出城市航站楼。

## 火灾
2011年4月17日13点10分许，发生火灾，多辆消防车在现场救火，13时38分许，火被扑灭，没有人员伤亡。

## 交通
- 机场二线：可一站直达浦东机场。
- 地铁2号线、7号线、14号线，静安寺站。